# Sant'Angelo Limosano
Sant'Angelo Limosano es una localidad y comune italiana de la provincia de Campobasso, región de Molise, con 397 habitantes.

## Evolución demográfica
| Gráfica de evolución demográfica de Sant'Angelo Limosano entre 1861 y 2001 |
|                                                                            |
| Fuente ISTAT - elaboración gráfica de Wikipedia                            |